# Turacoena manadensis
Turacoena manadensis é uma espécie de ave da família Columbidae.
É endémica da Indonésia.